# Concerto pour violon no 2 de Mozart
Pour les articles homonymes, voir Concerto pour violon no 2.
Le concerto pour violon no 2 en ré majeur KV. 211 a été composé par Wolfgang Amadeus Mozart en 1775 à Salzbourg. Il est construit sur la forme habituelle des mouvements de concerto de cette période : rapide - lent - rapide.

## Structure
Le concerto est en trois mouvements :
1. Allegro moderato, en ré majeur, à , 126 mesures - partition
2. Andante, en sol majeur, à 
, 104 mesures - partition
3. Rondeau: Allegro, en ré majeur, à 
, 178 mesures - partition

Le concerto a une durée d'environ vingt minutes.
Thème introductif de l'Allegro moderato :
La lecture audio n'est pas prise en charge dans votre navigateur. Vous pouvez télécharger le fichier audio.
Thème introductif de l'Andante :
La lecture audio n'est pas prise en charge dans votre navigateur. Vous pouvez télécharger le fichier audio.
Thème introductif du Rondeau: Allegro
La lecture audio n'est pas prise en charge dans votre navigateur. Vous pouvez télécharger le fichier audio.

## Orchestration
| Instrumentation du Concerto pour violon no 2 en ré majeur              |
| Soliste                                                                |
| violon                                                                 |
| Cordes                                                                 |
| Premiers violons, seconds violons, altos, violoncelles et contrebasses |
| Bois                                                                   |
| 2 hautbois                                                             |
| Cuivres                                                                |
| 2 cors en ré                                                           |